# Rivière-du-Loup (circonscription provinciale)
Pour les articles homonymes, voir Rivière du Loup.
Circonscription électorale provinciale du Canada
Rivière-du-Loup est une ancienne circonscription provinciale québécoise situé dans la région administrative du Bas-Saint-Laurent de 1930 à 2012. Elle a fait place à la circonscription de Rivière-du-Loup-Témiscouata. 

## Territoire et limite
| - Cacouna - Réserve de Cacouna - Lac-Boisbouscache - L'Isle-Verte - Notre-Dame-des-Neiges - Notre-Dame-des-Sept-Douleurs - Notre-Dame-du-Portage | - Rivière-du-Loup - Saint-Antonin - Saint-Arsène - Saint-Clément - Saint-Cyprien - Sainte-Françoise - Saint-Éloi | - Saint-Épiphane - Sainte-Rita - Saint-François-Xavier-de-Viger - Saint-Guy - Saint-Hubert-de-Rivière-du-Loup - Saint-Jean-de-Dieu - Saint-Mathieu-de-Rioux | - Saint-Médard - Saint-Modeste - Saint-Paul-de-la-Croix - Saint-Simon - Trois-Pistoles - Whitworth |

## Liste des députés

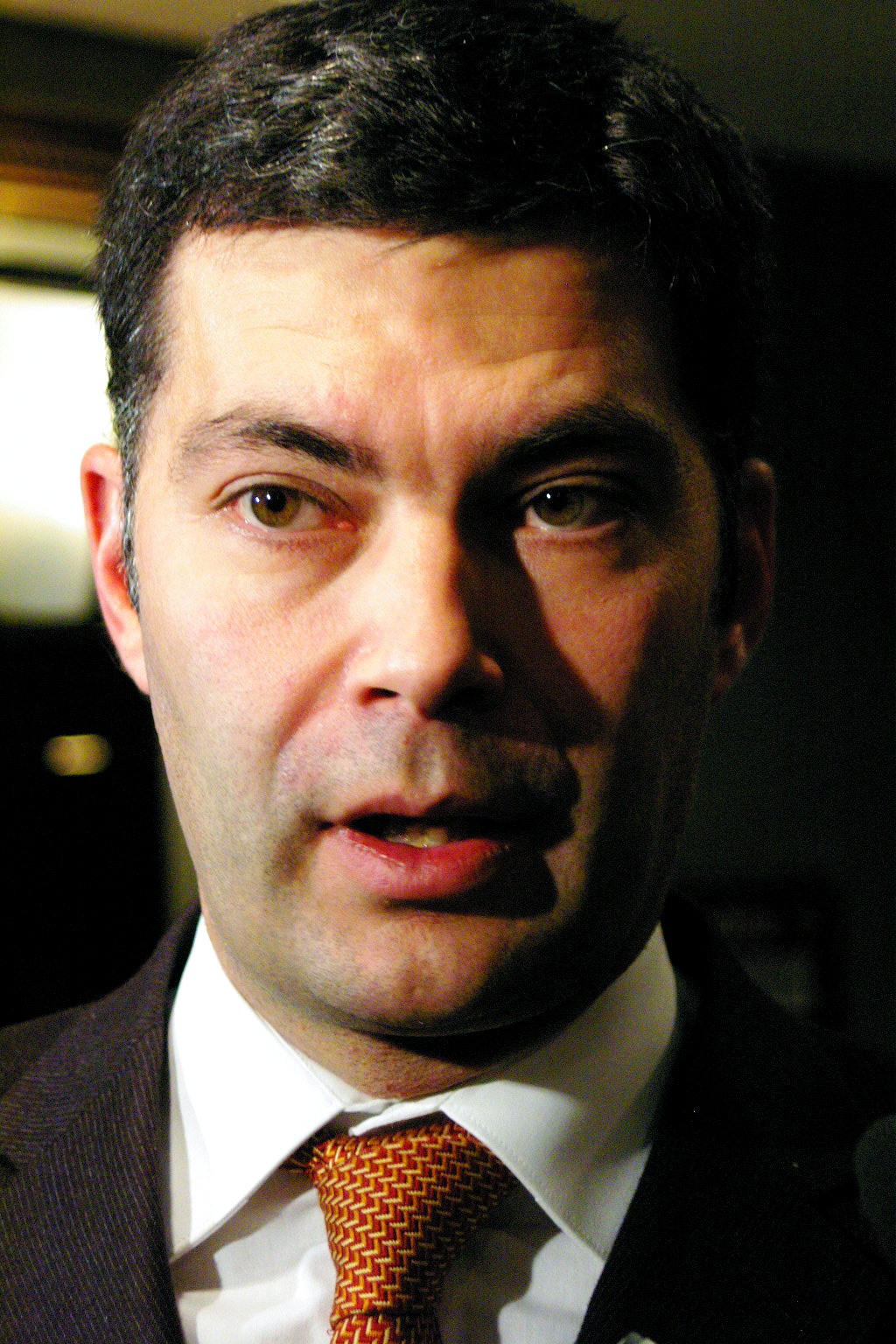
Mario Dumont, Chef de l'Action démocratique du Québec de 1994-2009, Chef de l'opposition officiel de 2007-2008

|                                          | 1931 - 1935  | Léon Casgrain      | Libéral             |
|                                          | 1935 - 1936  | Léon Casgrain      | Libéral             |
|                                          | 1936 - 1939* | Léon Casgrain      | Libéral             |
| Kamouraska—Rivière-du-Loup (1939 - 1944) |              |                    |                     |
|                                          | 1944 - 1948  | Léon Casgrain      | Libéral             |
|                                          | 1948 - 1952  | Roméo Gagné        | Union nationale     |
|                                          | 1952 - 1956  | Roméo Gagné        | Union nationale     |
|                                          | 1956 - 1960  | Alphonse Couturier | Libéral             |
|                                          | 1960 - 1962  | Alphonse Couturier | Libéral             |
|                                          | 1962 - 1966  | Alphonse Couturier | Libéral             |
|                                          | 1966 - 1970  | Gérard Lebel       | Union nationale     |
|                                          | 1970 - 1973  | Paul Lafrance      | Libéral             |
|                                          | 1973 - 1976  | Paul Lafrance      | Libéral             |
|                                          | 1976 - 1981  | Jules Boucher      | Parti québécois     |
|                                          | 1981 - 1985  | Jules Boucher      | Parti québécois     |
|                                          | 1985 - 1989  | Albert Côté        | Libéral             |
|                                          | 1989 - 1994  | Albert Côté        | Libéral             |
|                                          | 1994 - 1998  | Mario Dumont       | Action démocratique |
|                                          | 1998 - 2003  | Mario Dumont       | Action démocratique |
|                                          | 2003 - 2007  | Mario Dumont       | Action démocratique |
|                                          | 2007 - 2008  | Mario Dumont       | Action démocratique |
|                                          | 2008 - 2009  | Mario Dumont       | Action démocratique |
|                                          | 2009 - 2012  | Jean D'Amour       | Libéral             |

## Résultats électoraux
| |
| - Union nationale (ancien) - Parti libéral - Crédit social (ancien) - Parti québécois - Action démocratique (ancien) - Québec solidaire |

## Référendums
|  | Référendum                     | % du OUI | % du NON | Taux de participation |
|  | Référendum de 1980             | 43,36 %  | 56,64 %  | 82,56 %               |
|  | Accord de Charlottetown (1992) | 37,72 %  | 62,28 %  | 76,74 %               |
|  | Référendum de 1995             | 54,59 %  | 45,41 %  | 90,62 %               |